# 鳥取地方裁判所
鳥取地方裁判所（とっとりちほうさいばんしょ）は、鳥取県鳥取市にある日本の地方裁判所の一つで、鳥取県を管轄している。略称は、鳥取地裁（とっとりちさい）。倉吉、米子に支部を置いている。
鳥取県を管轄しており、鳥取地方裁判所には鳥取市に置かれている本庁のほか、倉吉市、米子市の2市に地方裁判所と家庭裁判所の支部を設置しているほか、前述の3箇所に簡易裁判所（鳥取簡易裁判所、米子簡易裁判所、倉吉簡易裁判所）を設置している。また鳥取、米子の2つの検察審査会も設置されている

## 沿革
- 1876年（明治9年）12月 - 現在の鳥取・島根両県を管轄する松江裁判所の鳥取支庁として設置される。
- 1877年（明治10年）2月 - 松江裁判所鳥取支庁の管轄下に米子区裁判所が設置される。
- 1882年（明治15年）1月 - 鳥取始審裁判所及び米子始審裁判所とそれぞれ改称される。
- 1883年（明治16年）1月 - 米子始審裁判所を廃止して鳥取始審裁判所米子支庁が設置される。
- 1885年（明治18年）10月 - 倉吉治安裁判所が設置される。
- 1890年（明治23年）11月 - 裁判所構成法の施行により、鳥取始審裁判所は鳥取地方裁判所に、鳥取始審裁判所米子支庁は鳥取地方裁判所米子支部に、倉吉治安裁判所は倉吉区裁判所と改められる[1]。
- 1947年（昭和22年）5月 - 区裁判所の廃止により、倉吉区裁判所は鳥取地方裁判所倉吉支部になり、また鳥取簡易裁判所、倉吉簡易裁判所及び米子簡易裁判所が設置される[1]。
- 1949年（昭和24年）1月 - 家庭裁判所制度の発足に伴い、鳥取家庭裁判所、同倉吉支部及び同米子支部が設置され，現在に至る。

## 所在地

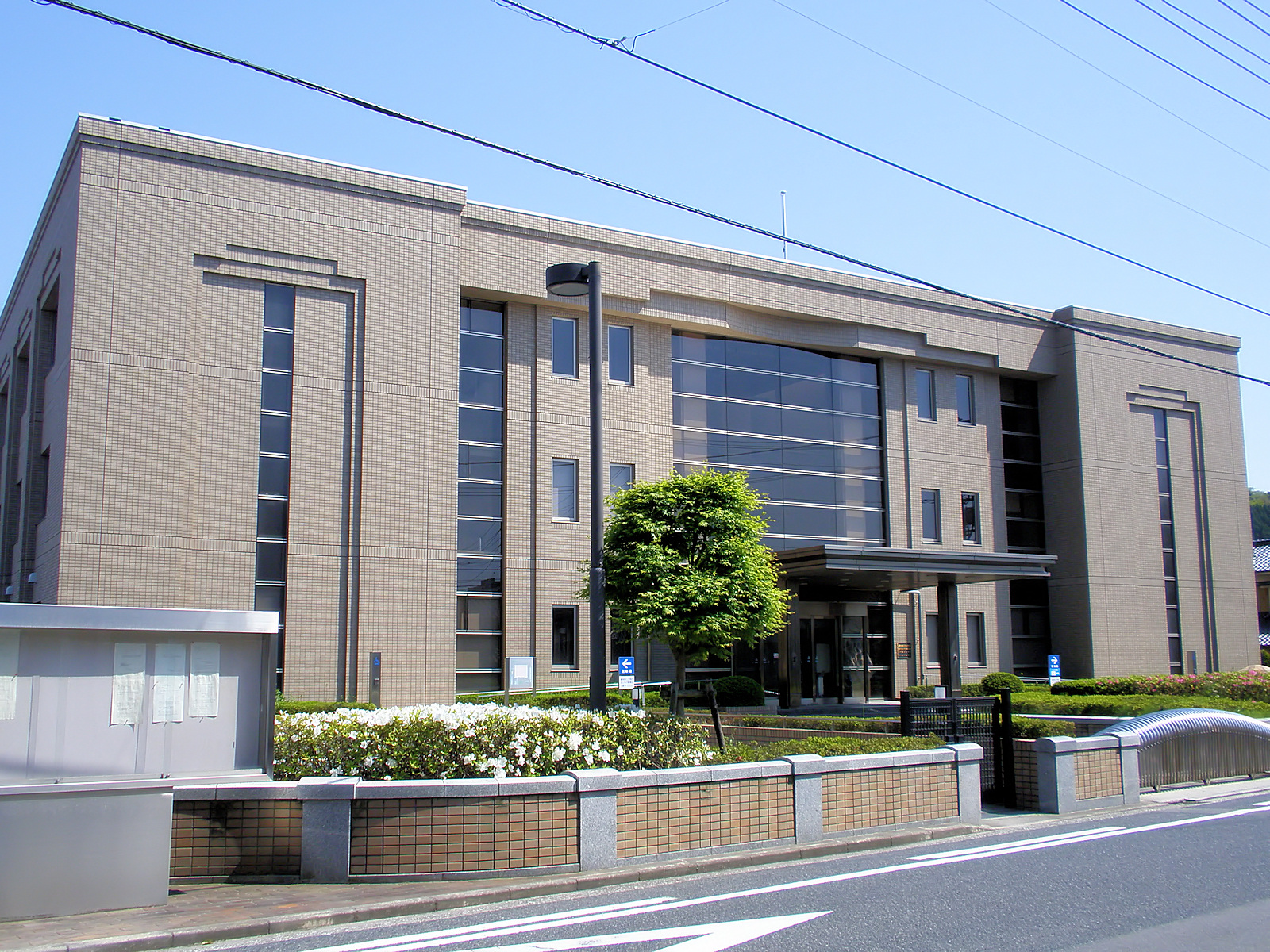
米子支部

- 本庁（鳥取家庭裁判所・鳥取簡易裁判所併設）：鳥取県鳥取市東町2丁目223　北緯35度30分19秒 東経134度14分9秒 / 北緯35.50528度 東経134.23583度
JR山陰線, 因美線 鳥取駅北側徒歩25分
- 倉吉支部（鳥取家庭裁判所倉吉支部・倉吉簡易裁判所併設）：鳥取県倉吉市仲ノ町734　北緯35度25分50.4秒 東経133度49分23.3秒 / 北緯35.430667度 東経133.823139度
JR山陰線 倉吉駅駅前バス乗り場2番から乗車，バス停｢赤瓦・白壁土蔵｣で下車，徒歩5分
- 米子支部（鳥取家庭裁判所米子支部・米子簡易裁判所併設）：鳥取県米子市西町62　北緯35度25分45.4秒 東経133度19分39.5秒 / 北緯35.429278度 東経133.327639度
JR山陰線, 境線 米子駅北側徒歩20分

## 管轄
本庁・鳥取簡易裁判所
- 鳥取市、岩美郡岩美町、八頭郡若桜町、智頭町、八頭町

倉吉支部・倉吉簡易裁判所
- 倉吉市、東伯郡三朝町、湯梨浜町、琴浦町、北栄町

米子支部・米子簡易裁判所
- 米子市、境港市、西伯郡日吉津村、大山町、南部町、伯耆町、日野郡日南町、日野町、江府町

※ただし、裁判員の参加する刑事裁判、行政事件及び倉吉支部管内の執行事件（不動産競売、債権、財産開示）、合議事件、少年事件は本庁で取り扱う。

## 歴代所長
（任期の後ろは異動先）
- 重吉孝一郎（2002年4月1日 - 2004年3月31日 大津地方裁判所・大津家庭裁判所所長）
- 永井ユタカ（2004年4月1日 - 2005年7月神戸家庭裁判所所長）
- 水野武（2005年7月 - 2006年12月 依願退官）
- 前坂光雄（2006年12月 - 2008年9月 和歌山地方・家庭裁判所所長）
- 田中澄夫（2008年9月 - 2010年2月 奈良地方裁判所・奈良家庭裁判所所長）
- 矢延正平（2010年2月 - 2011年12月 大阪高等裁判所判事）
- 橋本良成（2011年12月 - 2014年1月 定年退官）
- 井口修（2014年1月 - 2015年11月 依願退官）
- 川谷道郎（2015年11月 - 2017年6月 定年退官[2]）
- 岩倉広修（2017年6月 - 2018年10月 大阪高等裁判所部総括判事[3]）
- 本多久美子（2018年10月 - 2020年2月 京都家庭裁判所長[4]）
- 牧真千子（2020年2月 - 2021年7月 広島家庭裁判所長[5]）
- 森木田邦裕（2021年7月 - 2023年5月 京都家庭裁判所長[6]）
- 加島滋人（2023年5月 - [7]）

## 出来事
- 2008年6月、鳥取地裁の事務官が同地裁及び鳥取家裁の職員約20人から集めた法曹会の会費約12万円を着服していたことが発覚した。法曹会から「会費が納められていない」と連絡があり、事件が発覚した[8]。事務官は懲戒処分を受け、被害も全額弁済したことから、起訴猶予処分となった[9]。